# Société de gestion collective des droits des auteurs scolaires, scientifiques et universitaires
La Société de gestion collective des droits des auteurs scolaires, scientifiques et universitaires, connue comme Assucopie est une société coopérative belge de gestion collective des droits d'auteur. Elle a pour objet d’exploiter, d’administrer et de gérer, dans le sens le plus large, les intérêts matériels et moraux relatifs aux œuvres des auteurs scolaires, scientifiques et universitaires. Elle perçoit et répartit notamment les droits à rémunération à des fins d’illustration de l’enseignement et de recherche scientifique ainsi que les droits de reprographie, de copie privée et de prêt public.
Assucopie représente des auteurs, des traducteurs, des adaptateurs et des illustrateurs d’œuvres littéraires, graphiques, sonores et audiovisuelles. La société apporte un certain nombre de services à ses membres, par exemple dans les domaines de l'Open Source, dans la défense de leurs droits face aux GAFAM ou encore dans l'octroi de bourses aux auteurs.
Les membres d’Assucopie sont les auteurs du monde éducatif et scientifique quels que soient les genres d’œuvres protégées produites et communiquées à un public (par exemple manuels scolaires, articles scientifiques, ouvrages professionnels, textes journalistiques, essais, guides pratiques, photographies, illustrations, documentaires (sonores et audiovisuels), tutoriels…) et quels que soient les supports de diffusion (papier, numérique matériel [CD, USB…] et immatériel dont la radio et la télévision).
Assucopie est membre de Reprobel, d’Auvibel et de l’Ifrro.

## Historique
Assucopie a été créée en 1999 par des auteurs scolaires et scientifiques à la suite de l’entrée en vigueur de la loi du 30 juin 1994 relative aux droits d'auteur et aux droits voisins instaurant la gestion collective en Belgique.
Elle est l’héritière de l’association des auteurs du monde éducatif et scientifique Assu, créée au début des années 90.

## Adhésion et répartition des droits
Pour devenir membre, l’auteur doit, d’une part, signer un mandat de gestion autorisant Assucopie à revendiquer en son nom les droits collectifs (tant en Belgique qu’à l’étranger) auprès de Reprobel et d’Auvibel et, d’autre part, déclarer son répertoire d’œuvres protégées des 10 dernières années. L’auteur a ensuite l’obligation de mettre à jour annuellement son répertoire. 
Assucopie répartit les droits à ses membres annuellement. Tout nouvel adhérant a l’opportunité de percevoir les droits qui lui sont dus avec effet rétroactif pour son répertoire des 10 dernières années (sauf pour les œuvres sonores et audiovisuelles). Tout membre en ordre de dossier perçoit une part forfaitaire (identique pour les membres) et une part proportionnelle (calculée en fonction du répertoire). Les règles de répartition d’Assucopie sont approuvées par le service de contrôle des sociétés de gestion du SPF Économie.